# Abraham Leihammer
Abraham Leihammer (* 1745; † 4. Dezember 1774 in Stockelsdorf) war ein norddeutscher Fayencemaler des Rokoko.

## Leben

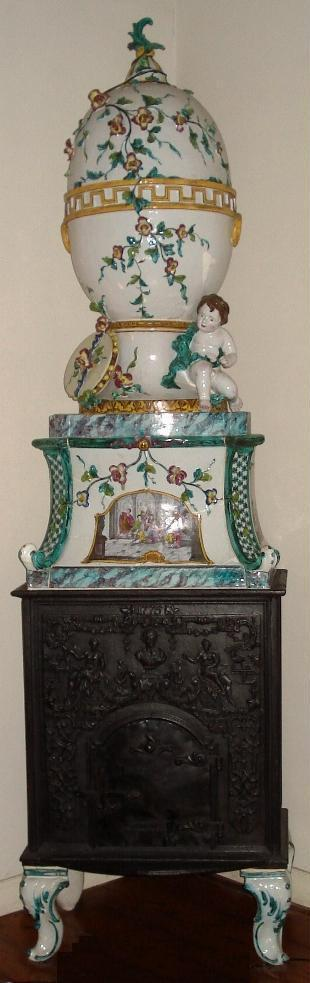
Stockelsdorfer Ofen

Leihammer war Sohn des aus den Niederlanden gebürtigen, auf Blumenmotive spezialisierten  Fayencemalers Johann Leihammer (1721 – nach April 1778), mit dem er später auch zusammenarbeitete und den er von der künstlerischen Leistung her bei Weitem übertraf. Abraham Leihammer ehelichte 1767 die Tochter Catharina Theresia des Direktors der Eckernförder Fayencemanufaktur, Johann Buchwald. 1769 begleiteten Vater und Sohn Leihammer den Schwiegervater Buchwald nach Kiel, wo dieser die Leitung der Kieler Fayencemanufaktur übernahm und alle drei gemeinsam bis 1771 wirkten. Ebenfalls gemeinsam gingen die drei Fayencespezialisten 1772 nach Stockelsdorf vor den Toren der Hansestadt Lübeck, wo sie gemeinsam bis zum frühen Tode Abraham Leihammers in der Stockelsdorfer Fayencemanufaktur zusammen arbeiteten. Es waren nachweislich die vielseitigen Malereien Abraham Leihammers, die den künstlerisch herausragenden Wert der drei genannten Fayencen ausmachten. Er verstand sich gleichermaßen auf die Anfertigung von Figuren, Landschafts- und Blumenmotiven. Konrad Hüseler verweist auf eine Eckernförder Fontäne in der Kopenhagener Sammlung des dänischen Filmpioniers Ole Olsen als eines der treffenden Hauptbeispiele für die Blumenmalereien Leihammers, aus der Kieler Zeit auf Potpourri-Vasen mit Landschaftsszenen nach gestochenen Vorlagen von Visscher, die ihrerseits auf Jan van Goyen zurückgehen, sowie Seestücke und Schäferszenen. Herausragend wird für die Kieler Zeit eine Bischofsbowle, also ein schon von Form und Namen her auf eine damals beliebte Bowle anspielendes Bowlengefäß in Form einer Mitra, mit Reiterschlachten und Trinkszenen hervorgehoben sowie eine Teetischplatte mit Landschaftsmotiven, beide im Museum für Kunst und Gewerbe Hamburg. Aus seiner letzten Schaffensphase in Stockelsdorf stammen die berühmten Stockelsdorfer Öfen.

## Museumsbesitz
- Behnhaus
- Victoria and Albert Museum[2]